# Municipio de Fairfield (Carolina del Norte)
El municipio de Fairfield (en inglés: Fairfield Township) es un municipio ubicado en el  condado de Hyde en el estado estadounidense de Carolina del Norte. En el año 2010 tenía una población de 1.160 habitantes.

## Geografía
El municipio de Fairfield se encuentra ubicado en las coordenadas 35°32′40.6″N 76°14′22.7″O / 35.544611, -76.239639.